# الباغوز فوقاني
الباغوز فوقاني قرية سورية تتبع ناحية سوسة في منطقة البوكمال في محافظة دير الزور. بلغ عدد سكانها  12000 الف نسمة في عام 2004 حسب إحصاء المكتب المركزي للإحصاء.